# 水丝麻
水丝麻（学名：Maoutia puya）为荨麻科水丝麻属下的一个种。